# Resident Commissioner der Cookinseln
Der Resident Commissioner der Cookinseln war der höchste Regierungsbeamte zwischen 1901 und 1965. Er war der Kommissar der britischen Regierung. Das Amt wurde am 11. Juni 1901 geschaffen, als Neuseeland die Verantwortung für die Inseln übernahm. Die Institution war die Nachfolge des British Resident in the Cook Islands und wurde später durch den New Zealand High Commissioner to the Cook Islands ersetzt. Der Amtsinhaber war zugleich der Presiding Officer des Legislative Council von 1946 bis 1957.

## Liste der Resident Commissioners
Komplette Liste der Resident Commissioners von 1901 bis 1965:
| Daten     | Resident Commissioner    |
| --------- | ------------------------ |
| 1901–1909 | Walter Edward Gudgeon    |
| 1909–1913 | James Eman Smith         |
| 1913–1916 | Henry William Northcroft |
| 1916–1921 | Frederick Platts         |
| 1921–1923 | John George Lewis Hewitt |
| 1923–1937 | Hugh Ayson               |
| 1937–1938 | Stephen Smith            |
| 1938–1943 | Hugh Ayson               |
| 1943–1951 | William Tailby           |
| 1951–1960 | Geoffrey Nevill          |
| 1960–1965 | Oliver Dare              |